# Francisque Perrut
Pour les articles homonymes, voir Perrut.
Francisque Perrut, né le 5 décembre 1920 à Reyrieux (Ain) et mort le 3 février 2018 à Villefranche-sur-Saône,, est un homme de lettres et  homme politique français.

## Origines familiales
Ainé d’une fratrie de 4 enfants, Francisque Louis Perrut est le fils de Jean Perrut, géomètre-assureur à Villefranche-sur-Saône et de Jeanne Laissy. Il est l’arrière-petit-fils par sa grand-mère paternelle de Marie-Claudine Bernard, cousine du scientifique et sénateur d'Empire Claude Bernard. À l’aube de la Première Guerre mondiale Jean Perrut fut mobilisé dans le 13e régiment des dragons à cheval. Il rencontra avant son départ par l’intermédiaire de sa sœur Amélie, Jeanne Laissy de Reyrieux qu’il épousa dès son retour en 1919.

## Jeunesse (1920-1939)
Francisque Perrut nait le 5 décembre 1920 chez ses grands-parents maternels à Reyrieux où il est baptisé quelques jours plus tard. La famille Perrut est installée dans une propriété familiale à Villefranche-sur-Saône. 
Très tôt, ses parents perçoivent en lui une certaine précocité, une très bonne élocution et une grande maturité. Il rentre à l’école Saint-Pierre de Villefranche-sur-Saône en classe de maternelle en 1924 et est très vite remarqué en primaire par ses instituteurs comme un « élève excellent dans toutes les matières ». Premier de sa classe durant toute sa scolarité primaire, il est reçu second du département au certificat d’études. 
Il rentre en 1931 au collège jésuite de Notre-Dame de Mongré à Villefranche-sur-Saône directement en classe de 5e, ce qui est rare à l’époque, le père recteur du collège s’étant exclamé après avoir examiné ses bulletins scolaires « On ne peut pas l’accepter en classe de 6e, il en sait trop, il est trop fort ! » Il rattrape, grâce aux cours qui lui sont dispensés par le père de Premorelle son retard en latin et en anglais en moins d’un mois et est reçu dès son entrée premier à tous les concours d’excellence, de diligence trimestriels et prix de sagesse avec félicitations de la direction. Avec une moyenne générale avoisinant les 18, il est premier de sa classe en 5e puis, à partir de la quatrième, 1er de sa promotion jusqu’en classe de philosophie, figurant ainsi sur les palmarès du collège comme l’un des meilleurs élèves. Il est à plusieurs reprises dispensé de certains devoirs jugés trop simples pour lui. Le père de Soras le qualifie « d’élève excellent lui ayant donné toute satisfaction et qui s’inscrit sur le chemin d’un grand avenir ». Il quitte Mongré bachelier avec mention « bien » pour parfaire ses études de lettres à Lyon avant d’y revenir comme professeur. Autant scientifique que littéraire, il aurait aimé être médecin mais sa passion pour la formation des jeunes l’emporta et il choisit l’enseignement.    

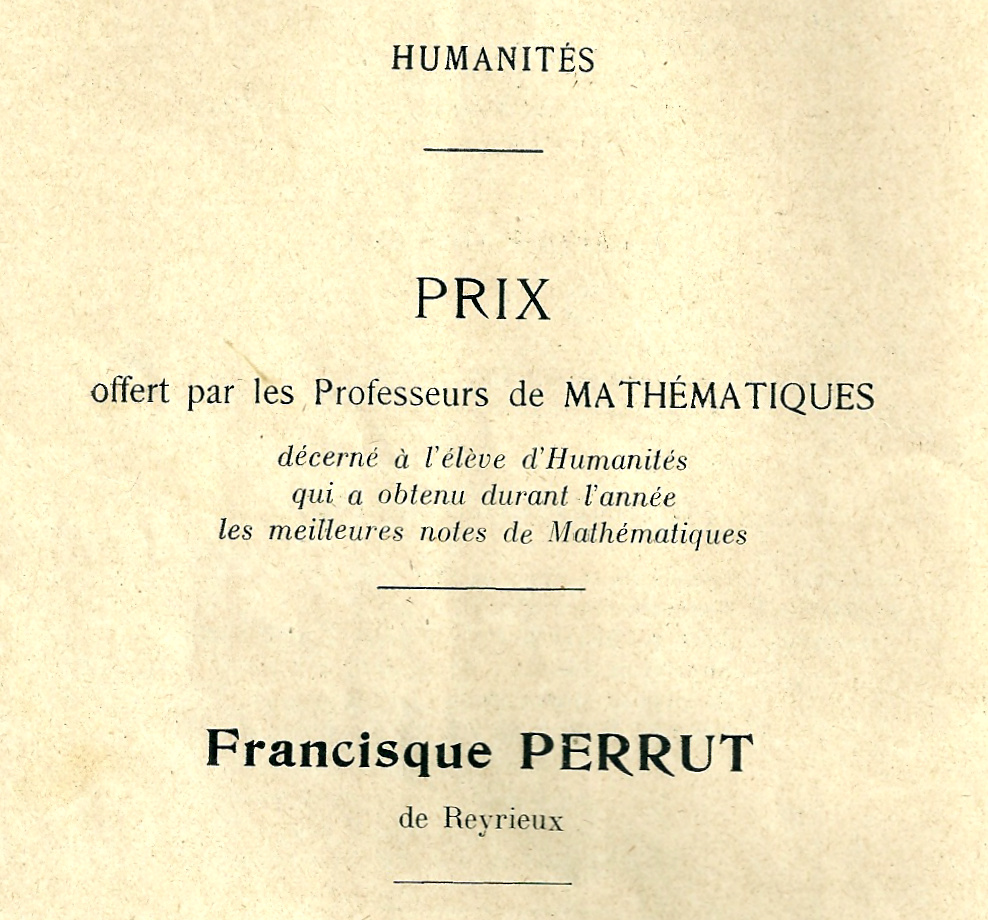
1er prix de mathématiques décerné à Francisque Perrut. Collège Notre-Dame de Mongré

## Vie d’étudiant (1938-1942)
Poursuivant ses études dans le supérieur, il entre en 1938 à la faculté de lettres de Lyon, et étudie les lettres classiques et modernes, le latin, et se passionne pour le grec. L’entrée de la France dans le second conflit mondial du XXe siècle en 1939 va cependant compliquer ses projets professionnels. Appelé sous les drapeaux peu de temps avant  la destruction de l’armée française durant la bataille de France, il doit se réfugier comme beaucoup de jeunes de son âge à Privas du fait de l’avancée des troupes allemandes sur le territoire. Il fait alors partie des derniers à croiser sur la route de Chasselay, un régiment de Sénégalais qui sera massacré par les troupes allemandes. 
À la suite de l’armistice de 1940, il est rapatrié à Lyon en train puis rentre à Villefranche à pied, avec pour seuls vivres quelques pèches. De retour à la faculté, il est forcé d'effectuer 8 mois de service dans des camps de jeunesse parallèlement à ses études.
En 1941, le collège de Mongré ayant été réquisitionné en hôpital provisoire comme ce fut le cas durant la Première Guerre mondiale, les classes sont déplacées au château de la Barmondière. Le départ de nombreux professeurs pousse le directeur de l’établissement à demander à Francisque Perrut d’assurer une très grande partie de l’enseignement des classes de 1re et de terminale en français, histoire, géographie, anglais, mathématiques, latin et grec. 
Étant en âge de partir au service du travail obligatoire en Allemagne (STO) dès son instauration, il bénéficie d’un court délai supplémentaire pour passer sa licence en lettres classiques avant de partir en juillet 1942 pour Halberstadt, sans pouvoir préparer  l’agréation et le doctorat.

## Allemagne (1943-1945)
Envoyé en juillet 1943 à Halberstadt avec tant d’autres jeunes comme son frère Antoine, il est affecté dans une usine d’aviation, placée à quelques kilomètres des prisons-camps de Gefängnis et de Zivilarbeiterlager.  Le STO servant essentiellement à développer la propagande allemande, le travail forcé relevait plus d’une démonstration de domination que d’une réelle production industrielle. Ainsi, les nombreuses ailes d’avion produites dans les camps d’aviation d’Halberstadt ne serviront jamais et seront entreposées dans les bois alentour. Peu nourri, Francisque Perrut parvient tout de même à récupérer après certains repas les restes de pommes de terre laissées par des soldats allemands mais leur apport calorique demeure faible. La région d’Halberstadt étant régulièrement bombardée par les alliés, Francisque Perrut devra à maintes reprises se protéger dans les caves de l’usine prenant soin à chaque fois d’emporter les carnets sur lesquels il écrit jour après jour l’organisation et le fonctionnement de l’usine, la prise de note étant interdite et sévèrement punie pour motif d’espionnage. L’ensemble de ses affaires détruites à plusieurs reprises, il sut conserver intact son précieux journal.
L’armée allemande commençant à être déstabilisée dans certains secteurs, Francisque Perrut apprend vers la fin d’année 1944 qu’il est désigné pour être envoyé sur un front pour creuser des tranchées. Certain à ce moment-là qu’il ne reverrait jamais les siens, le bombardement de la gare où se trouvait le train destiné à l’emmener vers la mort sera pour lui un véritable miracle. Abandonné avec de nombreux autres jeunes en pleine campagne allemande à la suite de ce bombardement, il survivra en mangeant pendant plusieurs semaines de l’herbe, des pissenlits et de la belotine (farine de marron d’inde) récupérée dans les commerces.  
Très affaibli il sera rapatrié en France par des soldats américains lors de la pénétration du Reich par les troupes alliées. Il traversera alors le Rhin en train sur un pont de pilotis en bois provisoire où les rails étaient fixés à même les pieux sans traverse. De retour à Villefranche le 3 mai 1945 amaigri d’une quinzaine de kilos, il rentrera au collège de Mongré une semaine plus tard pour reprendre son poste de professeur et finir parallèlement ses derniers certificats de sa licence à Lyon. Son frère Antoine, ne rentrera que près de deux mois plus tard en ayant fui à pied l’usine laitière de Graz en Autriche dans laquelle il était exploité en passant par l’Italie.

## Professeur et défenseur de l’éducation (1945-1978)
De retour à Mongré, il contribue activement avec le directeur M. Jandot à rétablir le collège de Mongré en installant les salles de classe dans l’ancien château de la famille de la Barmondière dans le parc de l’établissement, les bâtiments étant occupés par des troupes de FFI.  En 1946 année de départ des derniers jésuites (congrégation fondatrice du collège en 1852 sur demande de Mme Bottu de la Barmondière), Francisque Perrut défendra activement le maintien de l’établissement. Il procèdera avec le directeur M. Jandot à la réinstallation partielle des salles de classe au rez-de-chaussée de l’établissement et rebaptisera le collège Institution Saint-Joseph. Réinstaurant progressivement le collège, il accueillera à Mongré une congrégation assomptionniste chassée de Bulgarie en vue de redonner tout l’aspect religieux à l’établissement. L’installation de cette nouvelle congrégation religieuse en octobre 1951 permettra la réouverture officielle du collège Notre-Dame de Mongré à la suite d'un accord entre la société civile propriétaire et l’équipe pédagogique. Nommé directeur adjoint de l’établissement, Francisque Perrut sera l’initiateur de la politique de développement de l’établissement qu’il nommera « le nouveau Mongré ».  Il accueillera en 1952 au collège le cardinal Gerlier, archevêque de Lyon pour fêter le centenaire   de l’établissement. La visite cardinalice sera le point de départ de la politique de résurrection de l’établissement et légitimera le travail de réhabilitation du collège mené par l’équipe pédagogique. Professeur de français, latin, grec et histoire géographie en première et terminale, il fut maître de chapelle et chef de chœur de la chorale « les petits chanteurs de Mongré » qu’il a réinstituée en souvenir de l’organiste Désiré Walter   qui fut son maître de chant étant élève. Il s’occupera de la gestion de l’établissement à la suite de la loi « Debré » du 31 décembre 1959. Cette même loi avait redéfini les rapports actuels entre l’État et les établissements d’enseignement privé. Le départ des assomptionnistes en 1975, avait définitivement rendu la gestion de l’établissement laïque.  Lors du projet de construction du nouveau lycée public Claude Bernard à Villefranche qui devait être bâti dans les jardins du domaine de Mongré, il instaurera une clause au contrat de vente des terrains visant à interdire d’élever des bâtiments dans le prolongement direct de la façade du collège de Mongré. Il proposera alors, étant au conseil municipal, que la petite allée des Cerisiers devienne l’avenue Saint-Exupéry en hommage au célèbre écrivain qui fut avec Teilhard de Chardin un élève Mongréen connu.
Administrateur de l’ensemble des manifestations culturelles menées par l’établissement, kermesse, pièces de théâtre, il saura faire partager sa passion pour la littérature, la comédie et l’histoire à ses élèves. Il réinstaurera également « Les nouvelles de Mongré », petit journal du collège oublié depuis la guerre qu’il rédigera en grande partie. Francisque Perrut fut aussi professeur au lycée Notre-Dame en classe de terminale lorsque l’établissement n’accueillait que des filles et que Mongré n’était pas encore ouvert à la mixité.

## Vie de famille
En 1947, il rencontre par l’intermédiaire de M. Jandot directeur de Mongré, Germaine Piard, fille du bijoutier Ernest-Louis Piard à Montchanin qui avait acheté une maison à Germagny village d’origine de la famille Jandot, en vue de passer en zone libre pendant la Seconde Guerre mondiale. Après quelques allers et retours entre Villefranche et Montchanin, Germaine et Francisque se fiancèrent. Ils se marièrent le 30 mars 1948 en l’Abbaye de Rimont à Germagny.     

## Les débuts en politique (1959)
Bien qu'encore non élu à l'époque, Francisque Perrut est désigné avec d'autres Caladois comme grand électeur par le conseil municipal de Villefranche-sur-Saône pour les Élections sénatoriales françaises de 1946.  Les élections sénatoriales de 1946 ayant pour but d'élire, pour la première fois, les représentants au Conseil de la République au suffrage universel indirect,  les conseils municipaux des villes désignaient des grands électeurs supplémentaires afin d’éviter une trop grande inégalité dans la représentation des communes.

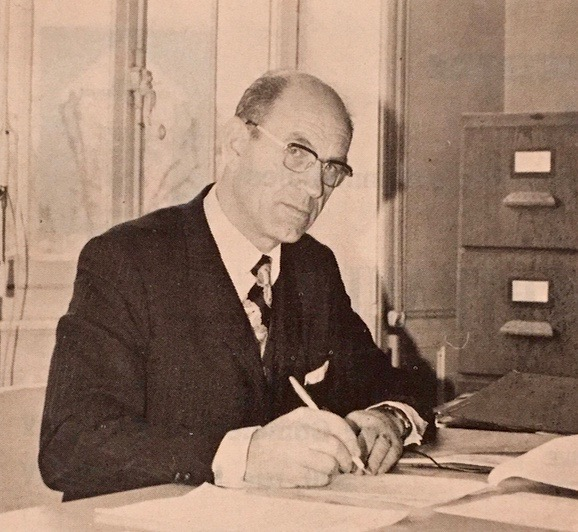
Francisque Perrut, adjoint au maire de Villefranche-sur-Saône, 1977.

Toujours par l’intermédiaire du directeur de Mongré qui l’a encouragé, Francisque Perrut est élu conseiller municipal au cours du premier mandat du maire de Villefranche Charles Germain (centre-droit) en 1959, par la suite adjoint au maire aux affaires culturelles durant le second mandat de Germain puis 1er adjoint à la ville de Villefranche au cours du troisième mandat Germain. Charles Germain qui devient entre-temps député du Rhône aux élections législatives délègue alors une très grande partie de ses responsabilités à ses adjoints jusqu’en 1977, date à laquelle, André Poutissou (PS) devient à son tour maire de Villefranche.
C’est en 1978 que Francisque Perrut se présente à la députation. Contacté en pleine nuit par le bureau de l’UDF qui recherchait un candidat à la 10e circonscription du Rhône (actuellement la 9e) afin d’assurer au Président Valéry Giscard d’Estaing une majorité au parlement, Francisque Perrut accepte la proposition. Il peut alors compter sur le soutien du Premier Ministre Raymond Barre, du Ministre de l’agriculture Pierre Méhaignerie et de la Secrétaire d’État Nicole Pasquier qui se déplacent dans le Beaujolais pour lui apporter leur soutien.
Francisque Perrut remporte les élections avec près de 55% des voix soit 27 070 votes favorables. 
Élu député le 19 mars 1978, il devient de droit, conseiller régional le 3 juillet 1978, les conseils régionaux étant à l'époque constitués selon l'article 5 de la loi du 5 juillet 1972, des parlementaires et élus locaux.

## Vie politique (1978-1997)
Élu député, il fait son entrée à l’Assemblée et confiera à un journaliste local : « La première sensation perçue à l’entrée dans l’hémicycle est une sensation de solennité et de majesté, il est impressionnant de côtoyer les membres du gouvernement que l’on ne connait d’ordinaire qu’à travers les médias. » 

Il devient président du groupe parlementaire d’amitié France-Grèce et il sera fait commandeur de l'Ordre de l'Honneur (Grèce). Membre de la commission des affaires sociales et culturelles, il est rapporteur de la proposition de loi relative au droit de grève à la RTF.
En 1981, il est réélu dès le premier tour aux élections législatives à la suite de la dissolution de l’Assemblée nationale par le Président François Mitterrand et devient la même année vice-président du conseil régional de Rhône-Alpes. Il favorise parallèlement à l’échelle locale la promotion du terroir beaujolais en présentant chaque année le vin nouveau au bureau de l’Assemblée nationale où se rendent plusieurs ministres ou encore à la mairie de Paris. 
Il est rapporteur en 1994 du projet de loi relatif à l’emploi de la langue française présenté par Jacques Toubon.

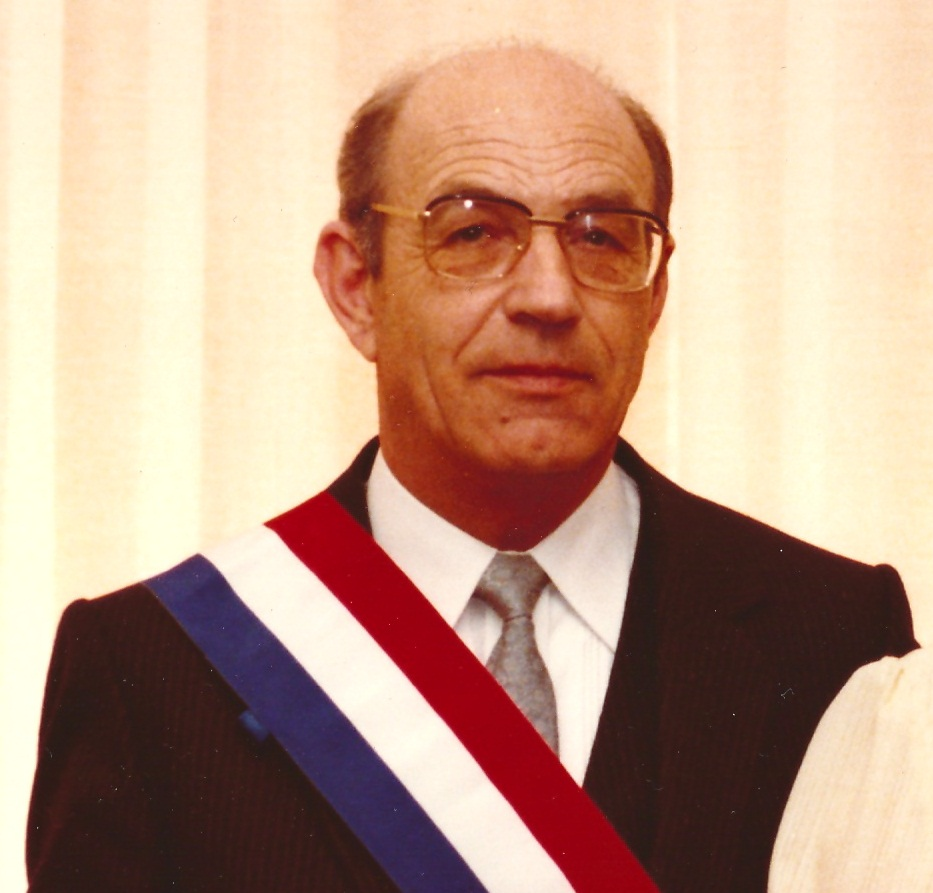
Francisque Perrut, député du Rhône

En tant que Conseiller Général pendant deux mandats, il s’investit pour l’évolution des collèges sur le canton de Villefranche. Vice-président de la région Rhône-Alpes du 17 avril 1982 au 31 mars 1986, il est chargé de la culture, de l’enseignement supérieur et de la recherche.

## Retraite de la vie publique (1997-2018)
Très affecté par la perte de son épouse Germaine Perrut en 1996, il met définitivement fin à sa carrière politique en 1997 pour se concentrer à sa famille, ses petits-enfants et ses proches. 
Député honoraire, il est fait chevalier de l’Ordre de la Légion d’Honneur en 2000. 
Le 23 juin 2018, une rue Francisque Perrut est inaugurée à Villefranche-sur-Saône.

## Détail des fonctions et des mandats
Mandats locaux
- 1982 - 1988 : conseiller général du canton de Villefranche-sur-Saône
- 1988 - 1994 : conseiller général du canton de Villefranche-sur-Saône

Mandats parlementaires
- 19 mars 1978 - 22 mai 1981 : député de la 10e circonscription du Rhône
- 14 juin 1981 - 1er avril 1986 : député de la 10e circonscription du Rhône
- 12 juin 1988 - 1er avril 1993 : député de la 9e circonscription du Rhône
- 28 mars 1993 - 21 avril 1997 : député de la 9e circonscription du Rhône

## Décorations
- Chevalier de la Légion d'honneur
- Commandeur de l'ordre de l'Honneur (Grèce)